# Virelai

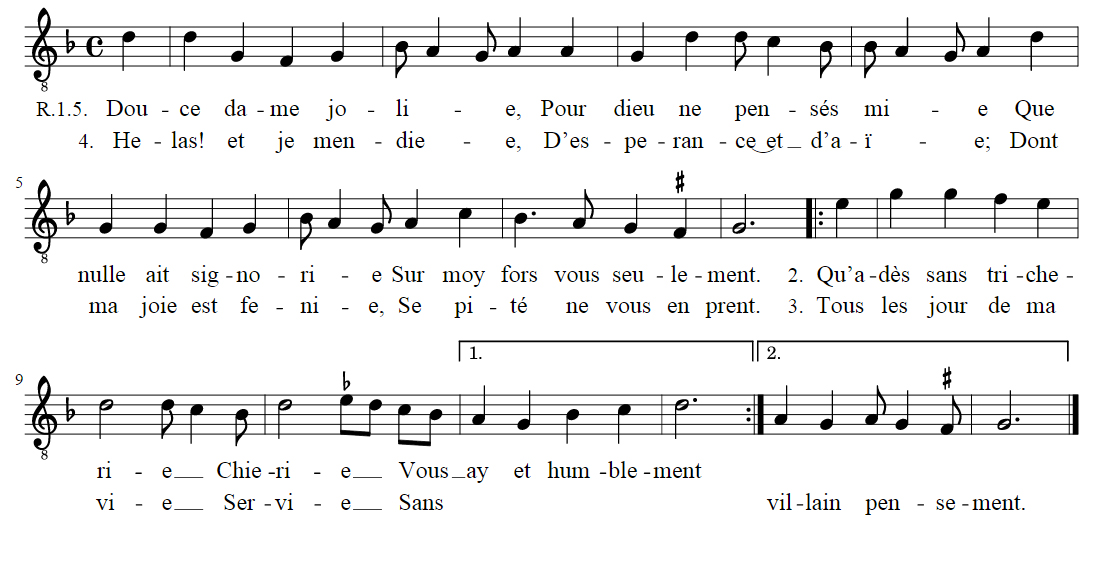
"Douce Dame Jolie", Virelai de Guillame de Machaut.

Un virelai (pl. «virelais») és una forma poètica medieval, freqüentement musicada. És una de les tres formes fixes (com eren la balada i el rondó), i fou una de les mètriques més comunes a Europa des de la segona meitat del segle xiii fins a finals del segle xv. La paraula «virelai» procedeix del francès virer (girar) + lai.

## Estructura mètrica i musical
Un virelai és una forma musical similar a un rondó,i també al zéjel hispano-andalús. Consta d'una tornada més o menys extensa alternada amb diverses estrofes dividides en dues seccions: la primera secció (A) se subdivideix en dues meitats, anomenades mudances, que tenen la mateixa estructura mètrica que es canta i la mateixa melodia, variant a vegades el final per a acabar amb dues cadències diferents, anomenades final obert i final tancat. La segona secció (B) de cada estrofa, anomenada volta, repeteix l'estructura mètrica de la tornada i es canta amb la mateixa melodia, servint així de "pont" musical.
Les estrofes tenen, doncs, forma AAB, anomenada «forma bar». Cada estrofa té dues rimes, i la rima final es recupera com a rima inicial de l'estrofa següent. L'estructura musical és també un quasi invariable AbbaA, amb la primera i última seccions compartint la mateixa lletra. És la mateixa forma que la ballata italiana.

## Evolució
La forma del virelai és present en la música francesa des dels últims troveurs, passant per l'Ars Nova, fins als compositors francoflamencs del segle xv. Com a ballata, a Itàlia fou utilitzada pels compositors del Trecento, especialment Francesco Landini. Un dels compositors més cèlebres de virelais fou Guillaume de Machaut (1300–1377), que també escrivia les lletres. Es conserven 33 composicions seves en aquesta forma. Altres compositors de virelais són Jehan de Lescurel, un dels més primerencs (m. 1304), i Guillaume Dufay (c. 1400–1474), un dels més tardans.
Cap a la meitat del segle xv la forma poètica s'havia allunyat molt de la musical i s'escrivien nombrosos virelais sense intenció d'ésser musicats, o bé la majoria de partitures s'han perdut.
La mateixa forma musical apareix a les Cantigas de Santa María, quasi sempre amb la forma mètrica del zéjel, i és la base també dels villancicos polifònics dels segles xv i xvi.
| «                                                               | Douce dame jolie, Pour dieu ne pensés mie Que nulle ait signorie Seur moy fors vous seulement. Qu'adès sans tricherie Chierie Vous ay et humblement Tous les jours de ma vie Servie Sans villain pensement. Helas! et je mendie D'esperance et d'aïe; Dont ma joie est fenie, Se pité ne vous en prent. Douce dame jolie, Pour dieu ne pensés mie Que nulle ait signorie Seur moy fors vous seulement | » |
| — Exemple de virelai «Douce Dame Jolie» de Guillaume de Machaut | |   |